# Grube Louise
Die Grube Louise war ein Eisenerzbergwerk in den Ortsgebieten von Niedersteinebach, Bürdenbach und Horhausen in Rheinland-Pfalz und ist heute ein Seminarzentrum.

## Geschichte

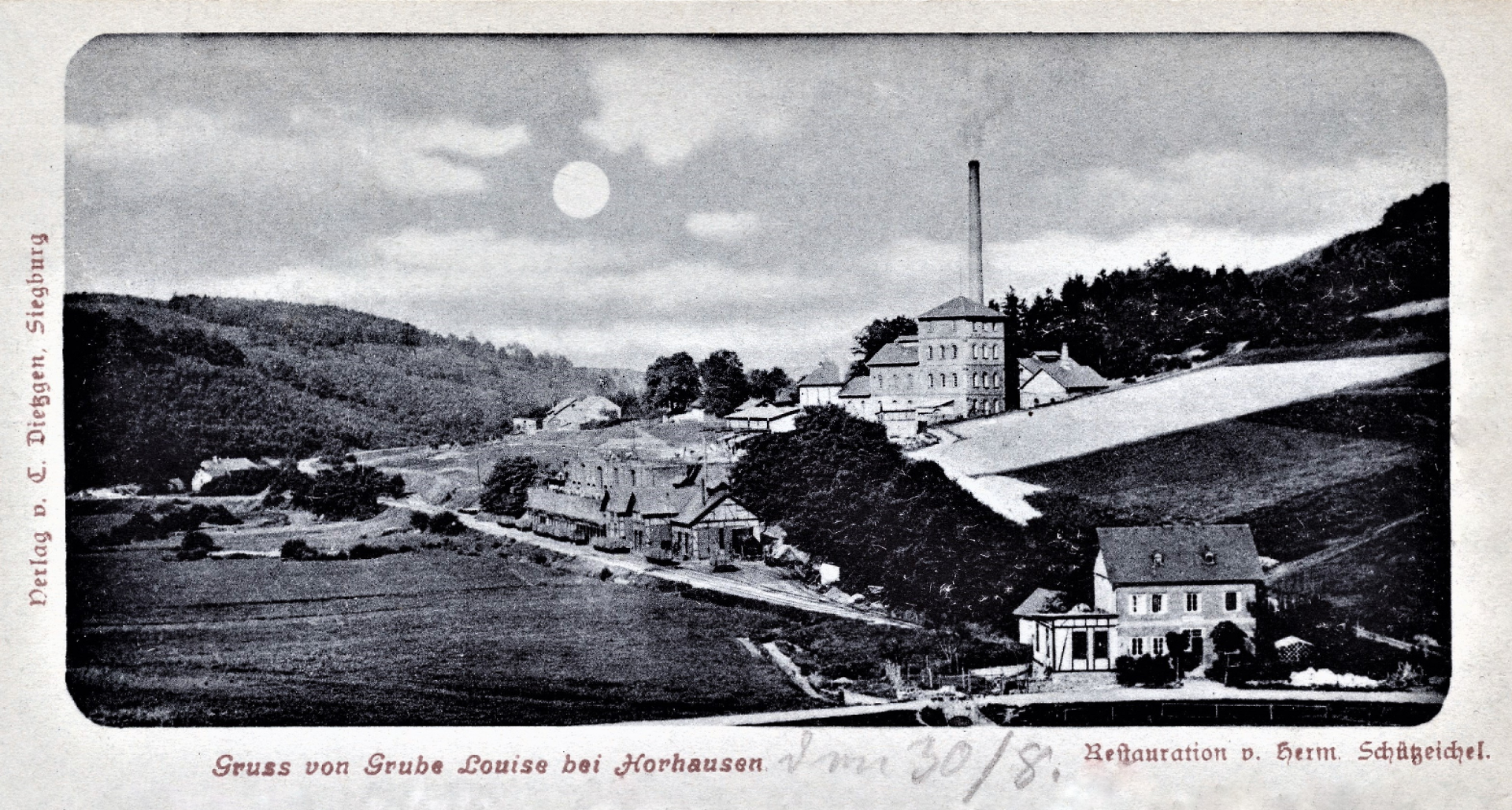
Ansichtskarte der Grube von 1899

Ansichtskarte der Grube etwa um 1910

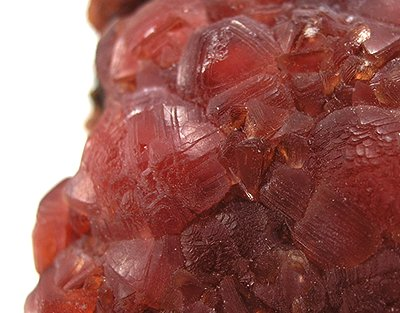
Rhodochrosit aus der Grube

1771 wurde die Grube erstmals urkundlich erwähnt, als sie von Chur-Trier gekauft wurde. Der Trierer-Stollen wurde aufgefahren und das erste Zechenhaus gebaut. 1825 wurde mit der Planung und 1836 mit dem Bau des Alvenslebenstollen in Burglahr begonnen. Der Bau dauerte bei einem jährlichen Vortrieb von 41 m bis 1864, dann erreichte er den Erzgang der Grube. Der mit einer Steigung von 15 mm/m 1546 m lang aufgefahrene Stollen wurde 1987 restauriert und als Besucherstollen freigegeben.
Die Grube wechselte mehrfach den Besitzer, 1803 kam sie zum Haus Nassau-Weilburg, ab 1815 gehörte sie dem Staat Preußen und in dieser Periode erhielt sie auch ihren Namen; sie wurde nach Königin Louise von Preußen benannt.
Im Jahr 1865 erwarb Alfred Krupp die Sayner Hütte in Bendorf sowie die Mülhofener Hütte in Bendorf vom Preußischen Staat. Der Kaufvertrag umfasste unter anderem die Grube Louise.
Die Belegschaft der Grube schloss sich 1829 der „Siegen’schen Bezirks-Knappschaftskasse“ an. 1832 wurde am Mundloch des Stollens ein neues Zechenhaus, 1834 eine Erzwäsche errichtet.
Schacht I wurde 1852 angelegt, er hatte eine lichte Weite von 2,2 × 2,2 und eine Teufe von 197 m. 1865 kaufte Krupp die Grube. Schacht II oder „Barbaraschacht“ wurde 1875 abgeteuft. Er hatte einen Querschnitt von 2,2 × 4,4 m und eine Teufe von 503 m. 1877 wurde eine Dampfpumpe installiert. 1883 wurde der Schacht in Betrieb genommen.

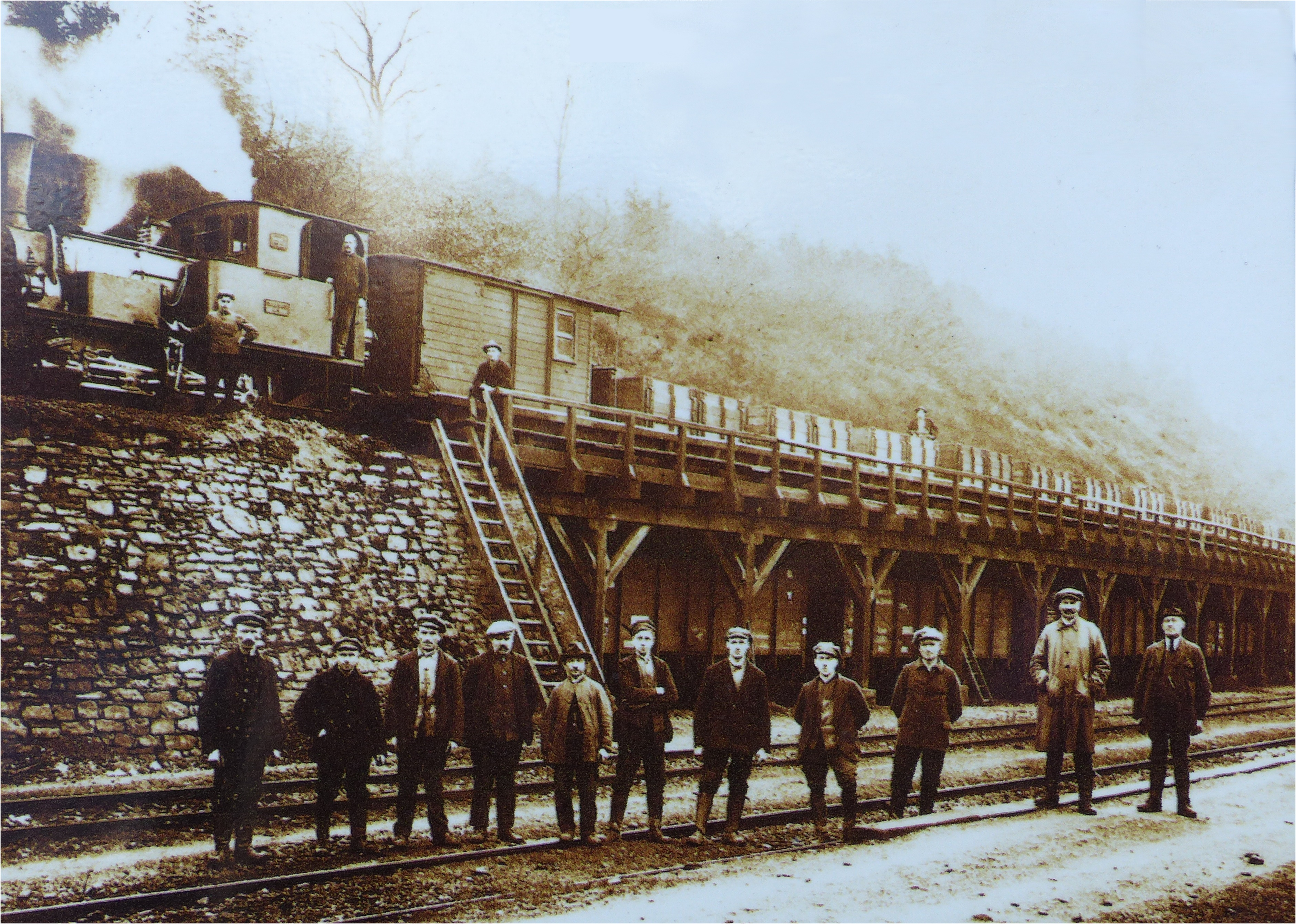
Erzverladung am Bahnhof Seifen. Oben ein Zug der „Krupp'schen Bahn“

1883 ließ die Firmenverwaltung eine Schmalspurbahn, die „Krupp'sche Bahn“ in Richtung des Bahnhofs von Seifen anlegen. 1889 wurden ein Maschinenhaus am „Barbaraschacht“ gebaut und ein Dampfhaspel installiert. Für die Kinder der evangelischen Grubenbeamten wurde 1890 eine evangelische Schule errichtet. Um auch die Erze der nicht weit entfernten Grube Georg mit der Schmalspurbahn zur Weiterverarbeitung transportieren zu können, wurde 1898–99 eine Seilbahn zur Grube Georg gebaut.
1902 errichtet man Wohnhäuser für Steiger und Obersteiger in Grubennähe. Am 1. Februar 1930 wurde der Betrieb auf der Grube eingestellt. Abgebaut wurde auf dem „Horhausener Gangzug“ zuerst Braun-, mit zunehmender Teufe auch Spateisenstein. 400 Belegschaftsmitglieder förderten insgesamt 3,2 Mio. t Eisenerz zu Tage.

### Seminarzentrum
Nach der Stilllegung wurden die meisten Gebäude und die Bahn abgerissen. Nach mehreren Jahren Leerstand übernahmen, von 1982 bis 2024, die Inhaber des Instituts für angewandte Kreativität (IAK) das Gelände. Sie renovierten in Zusammenarbeit mit einer Künstlergruppe den ehemaligen Verlese- und Betsaal der Bergleute und mehrere Nebengebäude. Im Laufe der Jahre entstand ein Seminarzentrum mit zwei eigenständigen Seminarhäusern und Übernachtungsmöglichkeiten in einer schön gestalteten Umgebung. Die Anlage kann ganz oder teilweise angemietet werden.